# Койнаш, Василий Васильевич

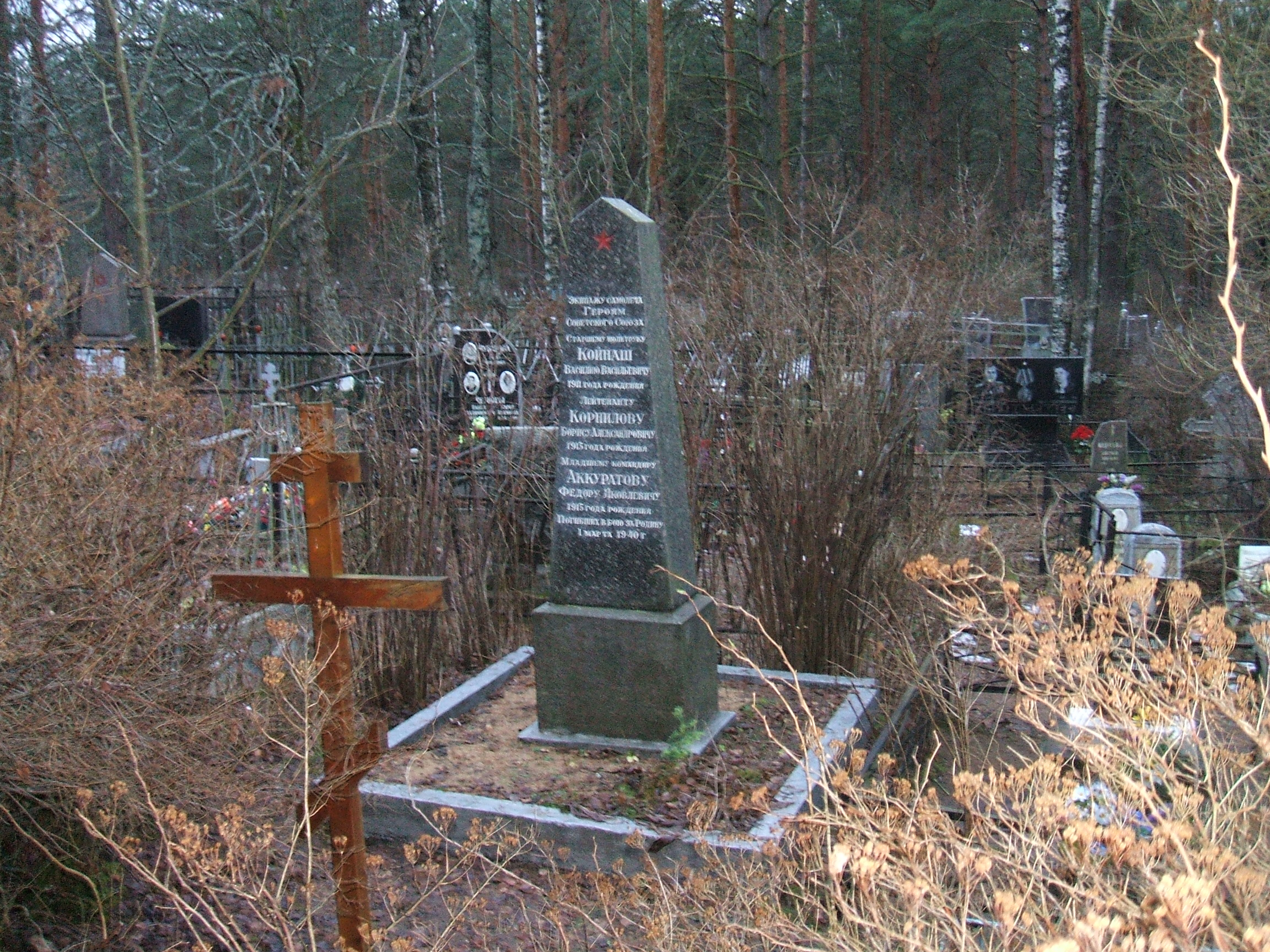

Василий Васильевич Койнаш (18 января 1911, Долгинцево, Херсонская губерния — 1 марта 1940, Кяхяри, Виипури) — советский военный лётчик, старший политрук, Герой Советского Союза (1940).

## Биография
Родился 18 января 1911 года в посёлке Долгинцево железнодорожной станции (ныне в черте города Кривой Рог) в семье рабочего. Украинец.
В 1918 году поступил и в 1925 году окончил 7 классов средней школы № 90 в Кривом Роге, затем школу железнодорожного фабрично-заводского ученичества в Днепропетровске. Работал медником, инструктором ФЗУ, заведующим школой рабочей молодёжи.
Член ВКП(б) с 1931 года. В РККА с 1932 года. В 1934 году окончил Харьковскую военную школу лётчиков и лётчиков-наблюдателей, а в 1939 году — курсы военных комиссаров. Получил звание старшего политрука.
Участвовал в советско-финской войне. Был военным комиссаром эскадрильи 50-го скоростного бомбардировочного авиаполка 18-й сбаб. Совершил 38 боевых вылетов.
1 марта 1940 года во время боевого вылета самолёт ведущего в звене эскадрильи был сбит финской артиллерией у деревни Кяхяри близ Выборга. Экипажу удалось затушить пожар и совершить посадку на финской стороне фронта. После посадки завязался бой, в ходе которого стрелок-радист Аккуратов был убит, а старший политрук Койнаш и штурман Корнилов отбивались до последнего патрона, после чего покончили с собой.
10 марта 1940 года со своими боевыми товарищами похоронен в братской могиле на городском кладбище в Сестрорецке. 21 марта 1940 года старшему политруку Койнашу посмертно присвоено звание Героя Советского Союза. Награждён орденом Ленина.

## Память
- Имя на Стеле Героев в Кривом Роге;
- Именем Героя названа улица в Кривом Роге[4].